# Anthipes
Anthipes este un gen de pasari din familia Muscicapidae. Cei doi membri ai săi au fost clasificați anterior în genul Ficedula.
Genul conține următoarele specii:
- Muscar cu guler alb, Anthipes monileger
- Muscar cu sprâncene ruginii, Anthipes solitaris